# 树枝硬枝藓
树枝硬枝藓（学名：Porotrichum fruticosum）为土马鬃科硬枝藓属下的一个种。